# Peter van der Velde
Pour les articles homonymes, voir van der Velde.
Peter van der Velde, né le 27 mars 1967, est un patineur de vitesse sur piste courte néerlandais.

## Carrière
En 1988, il remporte le relais masculin au patinage de vitesse sur piste courte aux Jeux olympiques de 1988.